# LGV Turin - Milan

Le réseau des lignes à grande vitesse en Italie

La LGV Turin - Milan est une ligne à grande vitesse italienne mise en service le 16 décembre 2009 reliant Turin à Milan. Elle est conçue pour des vitesses commerciales de 400 km/h. Elle est parcourue, dès sa mise en service par des trains ETR 500 à grande vitesse, 300 km/h et plus.
Elle s'intègre dans une suite de lignes à grande vitesse reliant Turin à Milan, Rome, Naples et Salerne sur presque 1 500 km.
La ligne AV/AC (Alta Velocità/Alta Capacità - à grande vitesse et forte capacité) entre Turin et Milan mesure 148,3 km de long dans la plaine du Po, 110 km sur le territoire du Piémont et 38 en Lombardie. Elle côtoie quasiment toujours l'ancienne ligne existante à quatre voies Turin-Milan baptisée « ligne historique ». Cette nouvelle ligne fait partie de l'axe européen N° 6 du Réseau transeuropéen de transport - TEN-T.

## Histoire
En 1991, TAV SpA, filiale des FS - Chemins de fer Italiens pour la grande vitesse, signe un contrat avec le groupement CAV.TO.MI, dont Fiat Group est le chef de file, pour la conception, les études d'exécution et la réalisation de la ligne AV/AC Turin-Milan.  
Il faut savoir que l'Italie a voulu se doter tardivement de lignes à grande vitesse spécifiques. Le pays a très longtemps misé sur les fameux trains pendulaires Pendolino de Fiat Ferroviaria, dont la première rame date de 1978. Le projet de construction de plus de 1 500 km de lignes nouvelles dans des délais très courts et avec un budget incompressible rendait la solution des appels d'offres publics traditionnels impossible d'où la décision de se lancer dans un project financing avec des majors industriels, prêts à assurer la réalisation complète des lignes confiées. C'est ce qui explique les Groupements de construction des lignes AV/AC italiennes. 
L'État italien a retenu parmi les nombreux candidats, les trois qui présentaient le maximum de garanties au niveau technique (tous les trois avaient des filiales dans le domaine de la construction ferroviaire), d'organisation sur des grands projets et garanties financières suffisantes pour assurer les fonctions de General Contractor. Ce furent : IRI, ENI et FIAT Group.

## Les travaux
Les travaux ont commencé en 2002 après de multiples mises au point avec les propriétaires des voies de circulation voisines, les FS pour la voie ferrée, l'ANAS pour le réseau routier et ASTM S.p.A., concessionnaire de l'autoroute A4 Turin-Milan. En effet, la particularité de cette ligne à grande vitesse est de devoir longer sur plus des deux tiers de sa longueur l'autoroute A4 Turin-Milan. Souvent, il a fallu déplacer la plateforme autoroutière et reconstruire tous les échangeurs sans exception, les passages supérieurs et inférieurs, soit plus de 1 000 ouvrages.
L'ouverture de la nouvelle ligne se fit en deux temps. Contractuellement, il fallait assurer la liaison à grande vitesse des trains entre Turin et l'aéroport de Milan Malpensa pendant les Jeux olympiques d'hiver de 2006. La mise en service du premier tronçon de Turin à Novare, d'une longueur de 85 km, a eu lieu le 7 février 2006
Sur cette partie importante de la ligne, le 25 mai 2006 le convoi de qualification finale de la voie, une rame ETR 500-Y RF 2 entre les km 20 et 59 a établi le nouveau record de vitesse commerciale italien avec 352 km/h.
En fin d'année 2008 les travaux du solde de la ligne ont été terminés et la mise en service de la ligne complète est intervenue le 28 septembre 2009,.
La ligne a été inaugurée officiellement le 5 décembre 2009 sur le parcours complet Turin-Milan-Rome-Naples-Salerne. Les seules rames homologuées circulant sur cette lignes étaient les ETR 500 Frecciarossa de Trenitalia jusqu'à l'homologation des ETR 1000 en avril 2015.

## Caractéristiques

### Généralités
La ligne nouvelle AV/AC avec des caractéristiques de grande vitesse depuis le croisement Bivio Stura et la gare de Milano Certosa, mesure 126 km dont 99 sur la région Piémont et 27 sur la région Lombardie. Le reste du tracé, entre les gares de Turin Porta Nuova et Turin Stura et les gares de Milan Certosa et Milan Centrale, est parallèle aux lignes existantes.
La nouvelle ligne traverse 41 communes. La topographie du tracé a permis de construire une ligne quasiment plane sur 80 % de sa longueur, soit 100 km. Quelques tronçons sont en tranchée, 15 % du tracé est en viaduc, notamment le long de l'autoroute et le linéaire en tunnel représente 5 % du tracé soit 6 km. Parmi les ouvrages les plus importants, on notera le viaduc de Santhià, d'une longueur de 3,8 km et le tunnel de Rondissone d'une longueur de 1 688 mètres.
Le trajet entre les deux gares de Turin et de Milan s'effectue en à peine une heure, soit un gain de 35 minutes sur les convois traditionnels rapides qui doivent assurer deux arrêts, à Novare et Vercelli.

### Sécurité - Signalisation
Le système en vigueur en Italie est celui breveté par Ansaldo trasporti, de technologie avancée et qui a été avalisé par les réseaux européens, le ERTMS/ETCS de "Niveau 2" (European Rail Traffic Management System/European Train Control System). 

### Coûts
Le montant global est de 62,4 millions d'euros du kilomètre en service. Ce coût élevé s'explique par la nature du sol qui est agricole avec comme culture principale le riz. D'autre part, les incidences sur les ouvrages existants sont sans commune mesure avec ce que l'on constate habituellement avec 1,5 ouvrage par km à construire en moyenne.